# Bandh

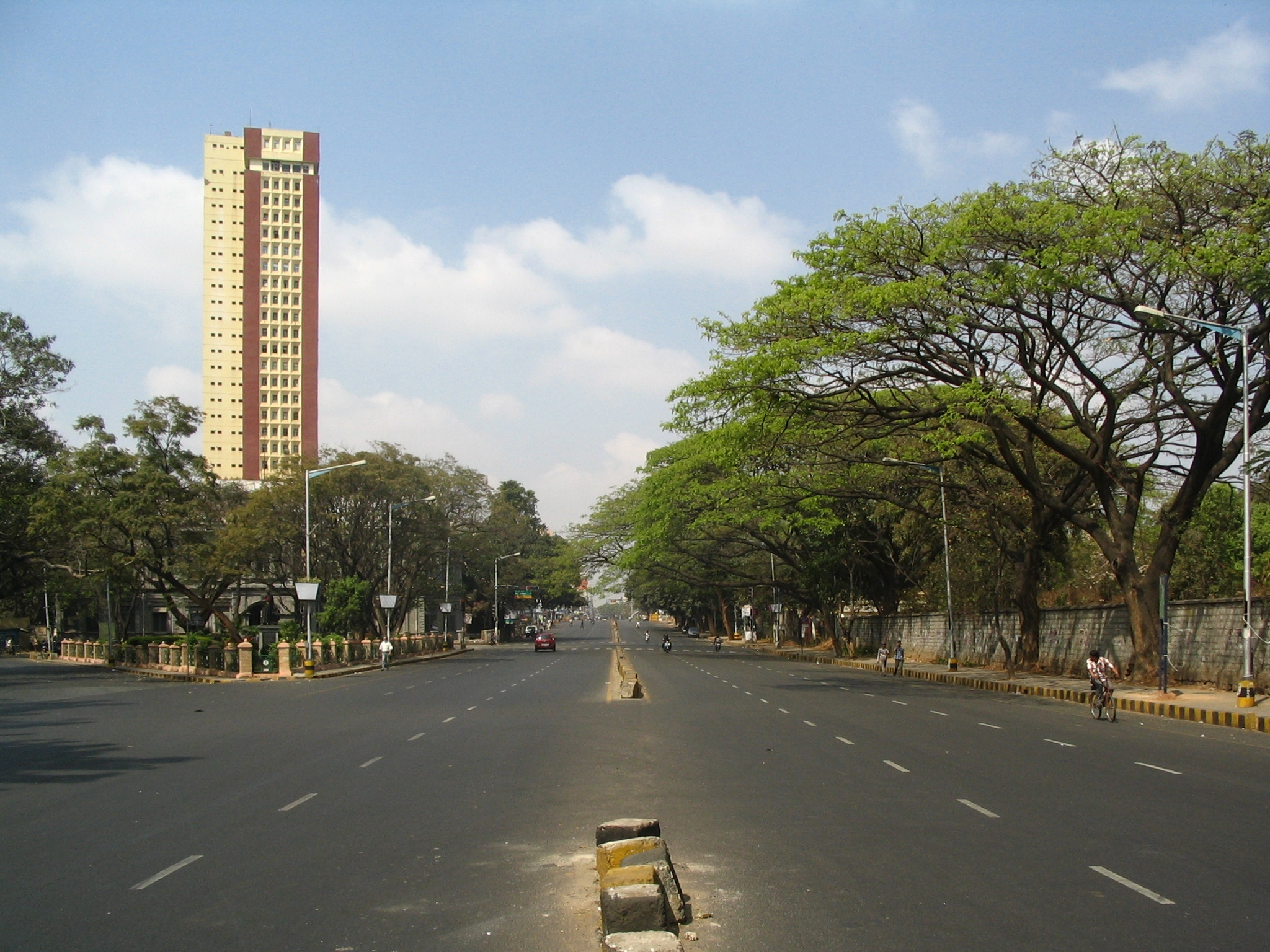
Bandh in Bangalore, waarbij een gewoonlijk drukke straat nagenoeg verlaten is

Bandh is Hindi voor 'gesloten'. Een bandh is een vorm van protest waarbij alle winkels en fabrieken 1 dag dicht zijn. Een bandh heeft een enorme impact op de samenleving en zijn daarom bij de wet verboden. Toch worden er nog steeds bandhs georganiseerd. Zo werd nog op 25 juli 2004 de Manipur bandh gehouden.